# Morlanwelz-Mariemont
Morlanwelz-Mariemont är en ort i Belgien.   Den ligger i provinsen Hainaut och regionen Vallonien, i den centrala delen av landet, 40 km söder om huvudstaden Bryssel. Morlanwelz-Mariemont ligger 106 meter över havet och antalet invånare är 18 233.
Terrängen runt Morlanwelz-Mariemont är platt. Runt Morlanwelz-Mariemont är det tätbefolkat, med 790 invånare per kvadratkilometer.. Närmaste större samhälle är La Louvière, 5,4 km nordväst om Morlanwelz-Mariemont. 
Runt Morlanwelz-Mariemont är det i huvudsak tätbebyggt.